# Ravnstrup Sogn
Ravnstrup Sogn er et sogn i Viborg Domprovsti (Viborg Stift).
I 1800-tallet var Finderup Sogn og Ravnstrup Sogn annekser til Dollerup Sogn. Alle 3 sogne hørte til Nørlyng Herred i Viborg Amt. Dollerup-Finderup-Ravnstrup sognekommune var kernen i Ravnsbjerg Samlingskommune (1966-1970), som ved kommunalreformen i 1970 blev indlemmet i Viborg Kommune.
I Ravnstrup Sogn ligger Ravnstrup Kirke.
I sognet findes følgende autoriserede stednavne:
- Bredsgårde (bebyggelse, ejerlav)
- Gårsdal (bebyggelse, ejerlav)
- Jegstrup (bebyggelse, ejerlav)
- Ravnstrup (bebyggelse, ejerlav)
- Ravnstrup Hede (bebyggelse)